# Abacetus angolanus
Abacetus angolanus es una especie de escarabajo terrestre de la subfamilia Pterostichinae.  Fue descrita por Straneo en 1940 y es una especie endémica que se encuentra en Angola. 